# Los Firmantes con Sangre
Los firmantes con sangre o Los que firman con la sangre (El-Mouaguiine Biddam) o (al-Muwaqi‘un Bil-Dima)  es un movimiento yihadista  disidente de Al Qaeda en el Magreb Islámico creado por Mojtar Belmojtar en diciembre de 2012 durante la guerra de Malí. Según el Departamento de Estado de los Estados Unidos, este grupo es una subbrigada del Batallón o Brigada Al Mulathamun o Al Mulathameen o Al Mulathamin (Enmascarados) o (la Brigada Enmascarada) que junto al MUYAO formaron en agosto de 2013 Al Murabitun. Las tres organizaciones fueron declaradas organizaciones terroristas por parte del Departamento de Estado de EE.UU en diciembre de 2013.

## Formación
En octubre de 2013 Mojtar Belmojtar es destituido del mando de su batallón por Abdelmalek Droukdel a causa de su comportamiento considerado demasiado independiente y tras desobedecer algunas órdenes. A principios de diciembre de 2012 Mojtar Belmojtar anuncia su ruptura con Al Qaeda en el Magreb Islámico y la creación de un nuevo grupo cuyo objetivo es la consolidación "del reino de la sharia" en el norte de Malí; en aquellos momentos controlado por los islamistas. Belmojtar instaló su base en Gao, ciudad ocupada por el MUYAO.

## Acciones

Bandera utilizada por Los firmantes con sangre en el ataque de In Amenas

Entre las acciones que han protagonizado está el asalto a la estación de gas natural In Amenas en Argelia en enero de 2013 con 792 rehenes de 107 países que se saldó con 80 muertos.